# Облога Амбракії (219)
Облога Амбракії (219) – бойові дії македонського царя Філіппа V проти зайнятого етолійцями міста Амбракія в 219 р. до н.е. під час Союзницької війни.

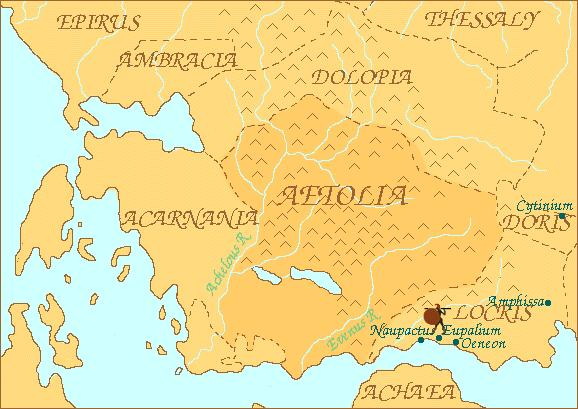
Область Амбракія на мапі Західної Греції

В кінці 230-х років до н.е. під час Деметрієвої війни Етолійський союз скористався негараздами в Епірі, котрі виникли після повалення монархії та переходу до демократичного устрою, і захопив місто Амбракія, яке з часів царя Пірра було столицею країни. Воно розташовувалось на північ від Амбракійської затоки, котра відділяє Акарнанію від Епіра та глибоко – на три з половиною десятки кілометрів – вдається у суходіл (зараз на місці Амбракії знаходиться грецьке місто Арта). 
В 220 р. до н.е. грабіжницькі напади етолійців на різноманітні грецькі області призвели до початку Союзницької війни, в якій найпотужнішим учасником антиетолійської коаліції виступила Македонія. Наступного року македонський цар Філіпп V виступив у похід з великим військом – він вів з собою десятитисячну фалангу, п’ять тисяч пельтастів та вісім тисяч вершників. Пройшовши через Фессалію Філіпп прибув до Епіра, де закликав до створення поголовного ополчення. Тут же до його армії приєднались невеликі допоміжні загони: триста пращників із Ахаї та п’ятсот  критян, надісланих з міста Полірренія (можливо відзначити, що в той час на Криті вирувала Літтійська війна, в якій численні міста цього острова так само поділились на дві коаліції, котрі шукали опору в Македонії або етолійцях).
Хоча Філіпп мав потужну армію та великі шанси на вирішальний успіх при негайному вторгненні до Етолії, проте епіроти наполягали на необхідності перш за все повернути їм Амбракію. У підсумку македонський цар пристав на цю вимогу та почав облогу. Скориставшись цим, етолійці здійснили набіг на саму Македонію, де розграбували Пеонію, а також спустошили окремі райони Фессалії.
Хоча зупинка під Амбракією й надала супротивнику певні вигоди, проте сама облога йшла доволі вдало. Місто знаходилось у болотяній місцевості та було доступне по єдиній вузькій насипній дорозі, тим не менш, Філіпп так майстерно провадив зведення земляних та інших споруд, так що всього за 40 діб зміг примусити захисників капітулювати. При цьому за умовами здачі гарнізон етолійців із п’яти сотень осіб, отримав вільний прохід до своїх.
Падіння Амбракії дозволило Філіппу вирушити проти прикордонних з Акарнанією західних областей власне Етолії. Амбракія була передана епіротам (втім, в подальшому вона знов опинилась в руках етолійців, котрі у 189 р. до н.е. були обложені тут римлянами).